# Игнатченко, Анна Павловна
Анна Павловна Игнатченко (родилась 2 августа 1977 года) — российская гандболистка, игравшая на позиции правой крайней, чемпионка мира 2001 года, заслуженный мастер спорта России. Выступала в своей клубной карьере долгое время под номером 8.

## Биография
Училась в школе № 3, после школы желала поступить на факультет иностранных языков. В гандбол пришла по приглашению помощницы гандбольного тренера Султана Джанчатова. Летом 1991 года в составе детской команды города Майкопа выиграла Спартакиаду. Перешла в Суперлигу, где выступала за майкопскую «АГУ-Адыиф», с которой впервые завоевала бронзовые медали чемпионата России 2000 года.
Благодаря победе российской сборной на чемпионате мира Анна получила возможность играть за рубежом: после снятия запрета на выезд за границу игроков сборной она перешла в сербский клуб «Дин», где выступала под руководством тренера из Ростова в течение одного сезона и стала серебряным призёром. После возвращения из Сербии перешла в тольяттинскую «Ладу» под руководством Алексея Гумянова, в составе которой выиграла чемпионат России. В 2011 году перешла в «Астраханочку», карьеру завершила в «АГУ-Адыиф».
В составе российской сборной Анна стала бронзовым призёром чемпионата Европы 2000 года, в 2001 году выиграла чемпионат мира. В 2002 году стала чемпионкой Европы по пляжному гандболу, а в 2004 году и чемпионкой мира по пляжному гандболу. После завершения карьеры Анна работала некоторое время фитнес-инструктором и тренером, ныне занимается воспитанием дочери. Автор книги о Султане Джанчатове «Жизнь, отданная гандболу. Памяти тренера Джанатова С. М.» (изначально планировала написать кандидатскую работу, посвящённую Джанчатову).